# Sosialidemokraatti
Sosialidemokraatti (svenska: Socialdemokraten) var en socialdemokratisk arbetartidning som gavs ut i Björneborg mellan 1906 och 1918. Året efter, 1919, grundades Uusi Aika (sv. Ny Tid) för att efterträda tidningen.

## Historia
Tanken på att grunda en egen tidning presenterades i Björneborgs arbetarförening redan 1889, men då var styrelsen för föreningen, som fortfarande verkade efter den borgerliga von Wrightska arbetarrörelsens principer, inte entusiastisk över ärendet. Idén dök upp igen 1903, när socialisterna slutligen hade tagit sig upp till ledningen för arbetarföreningen. Två år senare förvärvade Björneborgs arbetareförening två aktier i Kansan Lehti, som gavs ut i Tammerfors, med förhoppningen att tidningen också skulle börja skriva om Björneborg. Men under storstrejken 1905 uppfattades bristen på en arbetartidning som ett stort problem i staden, och därför hölls ett evenemang i Eetu Salins folkkök där man beslutade att sammankalla ett stiftande möte för tidningen.
I början av februari 1906 hölls ett möte på Björneborgs folkets hus med över 400 deltagare. Förlaget Osuuskunta Kehitys (Kooperativ utveckling) grundades för att ge ut tidningen och lite senare förhandlades ett avtal med tryckeriägaren Otto Andersin. Ett provnummer utkom i 15 000 exemplar i februari-mars, och det första egentliga numret publicerades den 5 april 1906. Tidningens utgivning var tre gånger i veckan fram till 1917, då den utökades till sex dagar.
Tidningens första chefredaktör var Eetu Salin, en av den finska arbetarrörelsens ledande personer, och Jussi Rainio från Åbo var redaktionssekreterare. Tahvo Ruotsalainen valdes till kassör och tjänstgjorde fram till 1940-talet. Även senare riksdagsledamoten Wilho Laine tillhörde redaktionen. Hösten 1906 blev Väinö Tanner som tidigare skrivit för Työmies inbjuden från Helsingfors. Salin och Rainio hade träffat honom på SDP:s partikongress Uleåborg i augusti. Tanners tid i Björneborg blev dock kort när han valdes in i lantdagen vid 1907 års val. Salin tvingades också avgå redan i januari 1908, efter att ha dömts till ett tio månaders fängelsestraff för majestätsbrott. Efter frigivningen återvände Salin inte längre permanent till Björneborg.
Frans Koskinen utsågs till chefredaktör för att ersätta Salin, och innehade tjänsten tills tidningen lades ner. Publiceringen av Sosialidemokraatti upphörde i slutet av inbördeskriget i april 1918, då de röda lämnade Björneborg. Redaktionssekreteraren Rainio blev dock kvar i staden och fängslades av vita. Lite senare sköts han i fängelsehålan i Björneborgs stadshus, även om Rainio hade motsatt sig det väpnade upproret och inte deltog i Björneborgs röda gardes verksamhet under kriget. Uusi Aika etablerades senare för att ersätta Sosialidemokraatti, som började ges ut i augusti 1919.